# Giả Tú Toàn
Giả Tú Toàn (sinh ngày 9 tháng 11 năm 1963) là một cựu cầu thủ bóng đá người Trung Quốc.

## Đội tuyển bóng đá quốc gia Trung Quốc
Giả Tú Toàn thi đấu cho đội tuyển bóng đá quốc gia Trung Quốc từ năm 1983 đến năm 1992.

## Thống kê sự nghiệp
| Đội tuyển bóng đá Trung Quốc | Đội tuyển bóng đá Trung Quốc | Đội tuyển bóng đá Trung Quốc |
| Năm                          | Trận                         | Bàn                          |
| ---------------------------- | ---------------------------- | ---------------------------- |
| 1983                         | 1                            | 0                            |
| 1984                         | 14                           | 4                            |
| 1985                         | 8                            | 1                            |
| 1986                         | 11                           | 0                            |
| 1987                         | 1                            | 1                            |
| 1988                         | 1                            | 0                            |
| 1989                         | 11                           | 1                            |
| 1990                         | 0                            | 0                            |
| 1991                         | 0                            | 0                            |
| 1992                         | 3                            | 0                            |
| Tổng cộng                    | 50                           | 7                            |